# شنک (بازی ویدئویی)
شنک (به انگلیسی: Shank) یک بازی ویدئویی پهلو-پیمایش ۲ بعدی در سبک هک اند اسلش است که توسط استودیوی مستقل کانادایی کِلی اینترتیمنت ساخته و به‌وسیله ئی‌اِی در سال ۲۰۱۰ منتشر شده‌است. همچنین در دسامبر ۲۰۱۱، به عنوان بخشی از مجموعه هامبل باندل دوباره انتشار یافت.
داستان این بازی توسط ماریان کروزیک، یکی از نویسندگان مجموعه خدای جنگ نوشته شده‌است و تلاش یک آدمکش سابق برای انتقام گرفتن را در بخش تک‌نفره بازی دنبال می‌کند.
شنک نقدهای متفاوتی را دریافت کرد، اما به‌طور کلی استقبال مثبتی از آن شد. منتقدان به‌طور کلی سبک هنری گیم پلی و میان‌پرده‌ها را ستودند، با این حال برخی احساس کردند که بازی طراحی ناجور و گیم پلی تکراری دارد. این بازی از نظر تجاری موفق بود و ده‌ها هزار نسخه فروخت و در سپتامبر ۲۰۱۰ در بین ۲۰ بازی برتر ایکس‌باکس لایو آرکید قرار داشت.
دنباله‌ای از این بازی با عنوان شنک ۲، در سال ۲۰۱۲ منتشر شد.

## خلاصه داستان
داستان شنک در دو بخش تک نفره و چندنفره دنبال می‌شود. کاراکتر شنک که زمانی عضوی از گروهی اراذل و اوباش بوده، به دلیل قتل دوست دخترش ایوا به دست همان گروه به دنبال گرفتن انتقام است.